# ییلووه
ییلووه (به چکی: Jílové) یک منطقهٔ مسکونی و شهرستان دارای شهرک سابقاً روستا در جمهوری چک است که در ناحیه دیتشین واقع شده‌است. ییلووه ۵٬۳۲۱ نفر جمعیت دارد.